# (4451) Grieve
Pour les articles homonymes, voir Grieve.
(4451) Grieve est un astéroïde de la ceinture principale aréocroiseur.

## Description
(4451) Grieve est un astéroïde aréocroiseur. Il présente une orbite caractérisée par un demi-grand axe de 2,60 UA, une excentricité de 0,39 et une inclinaison de 27,8° par rapport à l'écliptique.

## Compléments